# Bataille de la baie d'Hudson
Pour l'expédition française de 1686, voir expédition de la baie d'Hudson.
Première Guerre intercoloniale
Guerre de la Ligue d'Augsbourg
Batailles
Baie d'Hudson
- Baie d’Hudson (1686)
- Fort Albany (1688)
- Fort Albany (1693)
- York Factory (1694)
- Baie d'Hudson (1697)

Québec et New York
- Lachine
- Schenectady
- Québec
- La Prairie
- Vallée Mohawk

Nouvelle-Angleterre, Acadie et Terre-Neuve
- Dover
- Pemaquid (1er)
- Salmon Falls
- Port Royal
- Fort Loyal
- Chedabucto
- York
- Wells
- Oyster River
- Baie de Fundy
- Pemaquid (2e)
- Chignectou
- Fort Nashwaak
- Terre-Neuve
- Haverhill

La bataille de la baie d’Hudson est une bataille navale livrée le 5 septembre 1697, en baie d'Hudson, près de Fort Nelson, au Manitoba, au Canada, dans les derniers jours de la guerre de la Ligue d'Augsbourg, nommée aussi Première guerre intercoloniale en Amérique du Nord (1688-1697). C’est une victoire française qui permet à son auteur, Pierre Le Moyne d'Iberville, de s’emparer, après un bref siège, du Fort Nelson, poste de traite des fourrures très important pour les Anglais. Rebaptisé Fort Bourbon, l’établissement restera français jusqu’en 1713.

## Le contexte général en Europe et dans la région (1688 – 1696)
La guerre dure depuis 1688. Elle oppose la France à la quasi-totalité des États d’Europe de l’Ouest. Pour la France, comme pour l’Angleterre, la baie d’Hudson est un théâtre d’opération secondaire. Cependant, les deux adversaires s’y livrent au très lucratif commerce des fourrures et chacun d’eux cherche à évincer l’autre de la région en y envoyant quelques navires de guerre et des petits contingents. Les combats se déroulent pour le contrôle des différents postes de traite sous forme de raids venus de l’intérieur des terres et de petits débarquements.
Les engagements ont même commencé deux ans avant l’ouverture des hostilités en Europe lorsqu’une centaine de Français, partis de Québec, ont fait tomber tous les postes anglais dans la baie James et se sont même emparés d’un vaisseau (juin-juillet 1686). Les Anglais ont riposté en envoyant une force de trois navires et de 300 hommes. En vain. Ils y ont perdu encore un vaisseau en juillet 1689, capturé par le jeune chef qui porte depuis le début l’essentiel de l’effort militaire : Pierre Le Moyne d’Iberville. En 1690, d’Iberville s’est lancé sur la baie d’Hudson et a encore enlevé un poste anglais (fort New-Severn), ne leur laissant que celui de Fort Nelson. En 1691, faute de moyens navals adaptés, les Français n’ont rien pu faire.
En 1693, la situation a semblé basculer au profit des Anglais qui ont pu, grâce à trois navires, reprendre trois forts aux Français (Kichichoüanne, Rupert et Monsipi). En 1694, après avoir reçu deux vaisseaux de Louis XIV la situation s’est retournée à nouveau. Avec eux, d’Iberville est venu mettre le siège devant Fort Nelson, que son commandant, Thomas Walsh a été contraint de lui abandonner en octobre. Cette fois encore, la contre-attaque anglaise est une réussite : menée avec quatre vaisseaux et une galiote à bombe, la petite garnison, ses munitions épuisée, doit capituler en septembre 1696 alors qu’elle était sur le point de recevoir des renforts apportés par deux vaisseaux conduits par le frère de d’Iberville.
Mais à Versailles, où l’on suit tout de même attentivement l’évolution de la situation, on décide de faire la reconquête du poste en accordant aux Canadiens – qui ont porté quasi seuls jusqu’en 1694 l’essentiel de l’effort de militaire – des moyens plus importants, c’est-à-dire plus de navires de guerre, devenus indispensables au fur et à mesure de l’évolution de la situation. Fort Nelson est le principal point d’appui de la Compagnie de la Baie d’Hudson. Cette dernière, fondée en 1670 avec monopole du commerce dans la baie, entend bien défendre ce privilège, main dans la main avec le gouvernement anglais qui lui apporte régulièrement son aide militaire.

## Les préparatifs de l’expédition
En mai 1697, d’Iberville, qui se trouve à Plaisance, à Terre-Neuve, reçoit le commandement d’une petite escadre de cinq navires : le Pélican (44 canons), le Palmier (40), le Wesph (32) le Violent (un brigantin) et une flûte de transport armée, le Profond. Les Anglais, qui se doutent des plans français, envoient de leur côté une petite division de quatre navires commandés par le capitaine John Fletcher : le Hamshire (en) (56 canons), le Dering (36 canons, capitaine Grimington), l’Hudson Bay (32 canons, capitaine Smithsend) et un brûlot, le Owner’s Love (capitaine Lloyd). Il s’agit d’une force mixte. Seul le premier bâtiment, avec ses 56 canons, et le brûlot sont de véritables navires de guerre de la Royal Navy. Les deux autres appartiennent à la Compagnie de la baie d’Hudson et ont été armés en guerre pour les besoins de la mission. Il s’agit pour eux de ravitailler Fort Nelson puis les postes de la baie James.
Le 8 ou le 9 juillet 1697, l’escadre française appareille. Le voyage est difficile. Le détroit d’Hudson est encombré d’icebergs, il y a de la brume et les courants sont violents. L’expédition y reste bloquée pendant plusieurs semaines, de même que les renforts anglais. Des deux côtés, on perd le petit bâtiment de l’expédition. Les Anglais ont la chance de rester groupés alors que les courants et les glaces dispersent les navires français. Le Pélican se dégage le premier et fait route vers le sud de la baie. L’expédition est à deux doigts de capoter côté français car le 26 août, le Profond, qui n’a que 26 canons et qui transporte le ravitaillement ainsi que le matériel de siège se retrouve seul face aux trois vaisseaux anglais. Il résiste cependant en menant un difficile combat qui dure presque toute la journée. Enfin secouru par le Palmier et le Wesph, il est dégagé alors que les Anglais prennent la fuite et poursuivent vers Fort Nelson. Ce que les Français ne savent pas encore, c’est que ce combat a fait perdre aux Anglais un jour et permis à d’Iberville d’arriver le premier, le 3 septembre, devant Fort Nelson. Mais il est seul.

## La bataille navale (5 septembre)
En attendant l’arrivée de ses autres navires, d’Iberville met sa chaloupe à terre pour faire une mission de reconnaissance et prendre contact avec les Amérindiens du lieu. Le 5 septembre au matin, à l’embouchure de la rivière Sainte-Thérèse, appelée aujourd’hui la Hayes, le Pélican, qui n’a que 44 canons au lieu des 50 de sa dotation normale, se retrouve face aux trois vaisseaux du capitaine Fletcher : le Hamshire (en) (56 canons), le Dering (36) et l'Hudson-Bay (32). D’Iberville croit au début que les trois navires qui approchent sont les siens mais il déchante rapidement lorsqu’il constate qu’ils ne répondent pas à ses signaux. Sa situation est très délicate : outre qu’il se retrouve seul à un contre trois avec 44 bouches à feu contre 124, son équipage n’est pas complet : les hommes partis en reconnaissance ne sont pas encore revenus et le voyage ayant été fort long, il y a quatre-vingt-dix scorbutiques à bord, incapables de combattre.
Payant d’audace - mais il n’a guère le choix car il ne peut pas se permettre de laisser les trois Anglais arriver jusqu’au fort - d’Iberville fait donner le branle-bas de combat et harangue les 150 hommes valides qui lui restent, lesquels lui répondent par un bravo formidable. La bataille s’engage vers 9 heures 30. Toutes voiles dehors, le Pélican se porte contre le Hamshire, qui marche en tête. L’Anglais, qui croit à une tentative d’abordage, fait tomber sa grande voile et oriente son petit hunier pour s’éloigner. Le Pélican engage alors le Dehring, qu’il laisse désemparé de sa grande voile après lui avoir lâché une bordée. Il tire ensuite sur le Hudson Bay, qui vient juste après. Le Hamshire, cependant, vire de bord et se porte contre le Pélican, qui combat maintenant à portée de pistolet. Les trois vaisseaux anglais accablent le Pélican (de bordées de mitraille essentiellement), lui causant de nombreux blessés et hachant une partie ses manœuvres. Le Pélican tient cependant bon plus de trois heures durant.
Sachant qu’avec l’usure du combat, le temps joue contre lui, d’Iberville tente le tout pour le tout en se portant contre le Hamshire, qui reste sous son vent. Le Pélican passe sur l’arrière de l’Anglais et l’élonge vergue à vergue. Le Hamshire délivre sa bordée de mitraille pour balayer le pont du Français, mais d’Iberville a donné ordre de pointer à couler bas. Le tir des 22 canons de 12 et de 8 livres des deux batteries du Pélican déchire les flancs du Hamshire (en) sous sa ligne de flottaison. Le vaisseau coule en quelques instants sous voile en emportant avec lui tout son équipage. Le Pélican, cependant, est totalement incapable de se lancer à la poursuite du Dering qui fuit à toutes voiles le champ de bataille. Sidéré par la destruction de son chef, l’Hudson Bay, du capitaine Smithsend, se rend au moment où il va être pris à l’abordage (ce qui permet aussi de saisir le ravitaillement et les marchandises qu’il transporte). Cette victoire fait entrer le Pélican dans l’Histoire car c’est aussi la plus grande bataille navale qui se soit donnée dans les eaux de la Nouvelle-France.
Le Pélican ne survit qu’un jour à sa victoire. « Crevé de coups », il fait de l’eau sur la ligne de flottaison et ses manœuvres sont très endommagées. D’Iberville repasse sur les lieux du naufrage du Hamshire, mais ne voit aucun survivant. Il jette l’ancre avec sa prise pour réparer ses avaries et attendre les autres navires. Des Amérindiens de la nation des Oüenebigonhelinis, qui ont assisté au combat, viennent lui rendre visite. D’Iberville commence aussi à préparer le siège, mais dans la nuit du 6 au 7 septembre, un ouragan se lève. Les câbles des deux navires n’y résistent pas et cassent. Poussés par la tempête, ils s’échouent à la côte près de l’entrée de la rivière Sainte-Thérèse. Le Pélican s’ouvre en pleine nuit, mais ne se disloque pas immédiatement. Les malades et les blessés sont évacués sur des radeaux hâtivement construits ; les gens valides se jettent à la mer, leur corne à poudre et leur mousquet brandis au-dessus de la tête. L’aumônier, Fitz-Maurice de Kieri, se démène pour réconforter les désespérés. L’Hudson Bay, à peu de distance, partage le même sort.

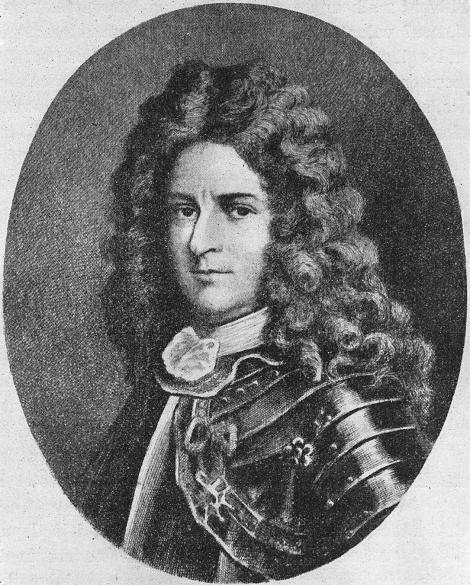
Pierre Le Moyne d’Iberville dirige l’expédition et dispose de cinq navires pour investir la baie d’Hudson.
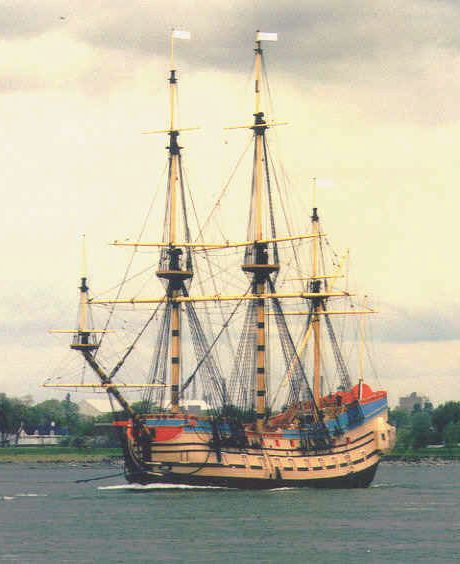
Reconstitution du Pélican, vaisseau amiral de l’expédition française avec ses 44 canons.
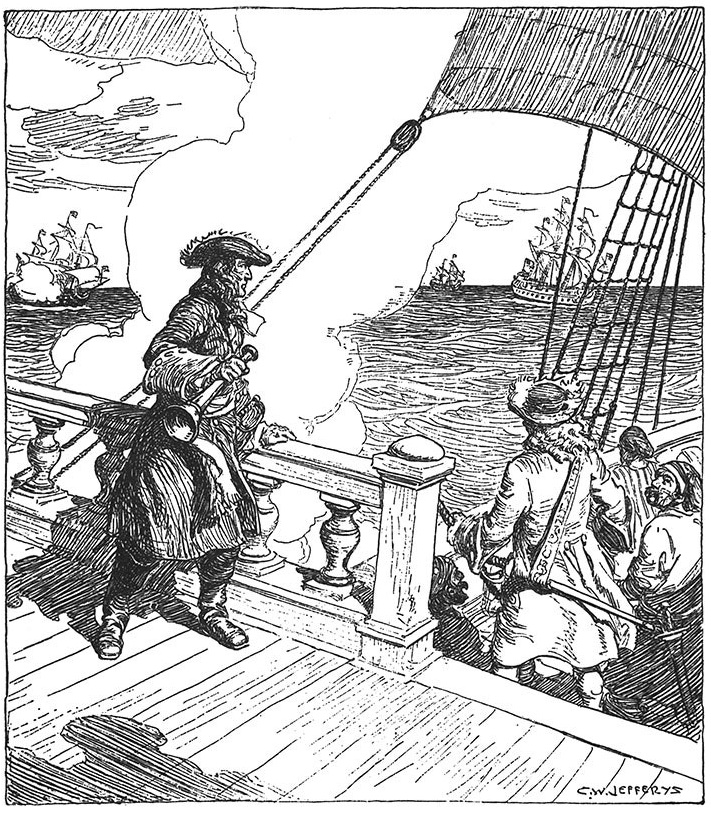
D’Iberville sur la dunette du Pélican face aux trois vaisseaux anglais au matin du 5 septembre 1697.
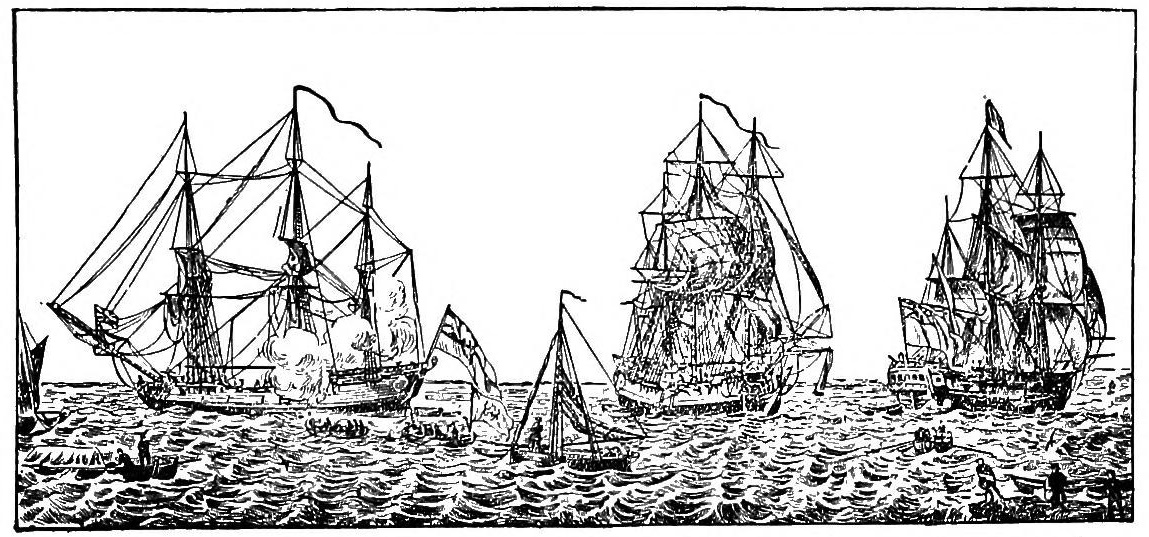
Les trois vaisseaux anglais : le Hampshire (56 canons), le Dering (36) et l’Hudson-Bay (32).
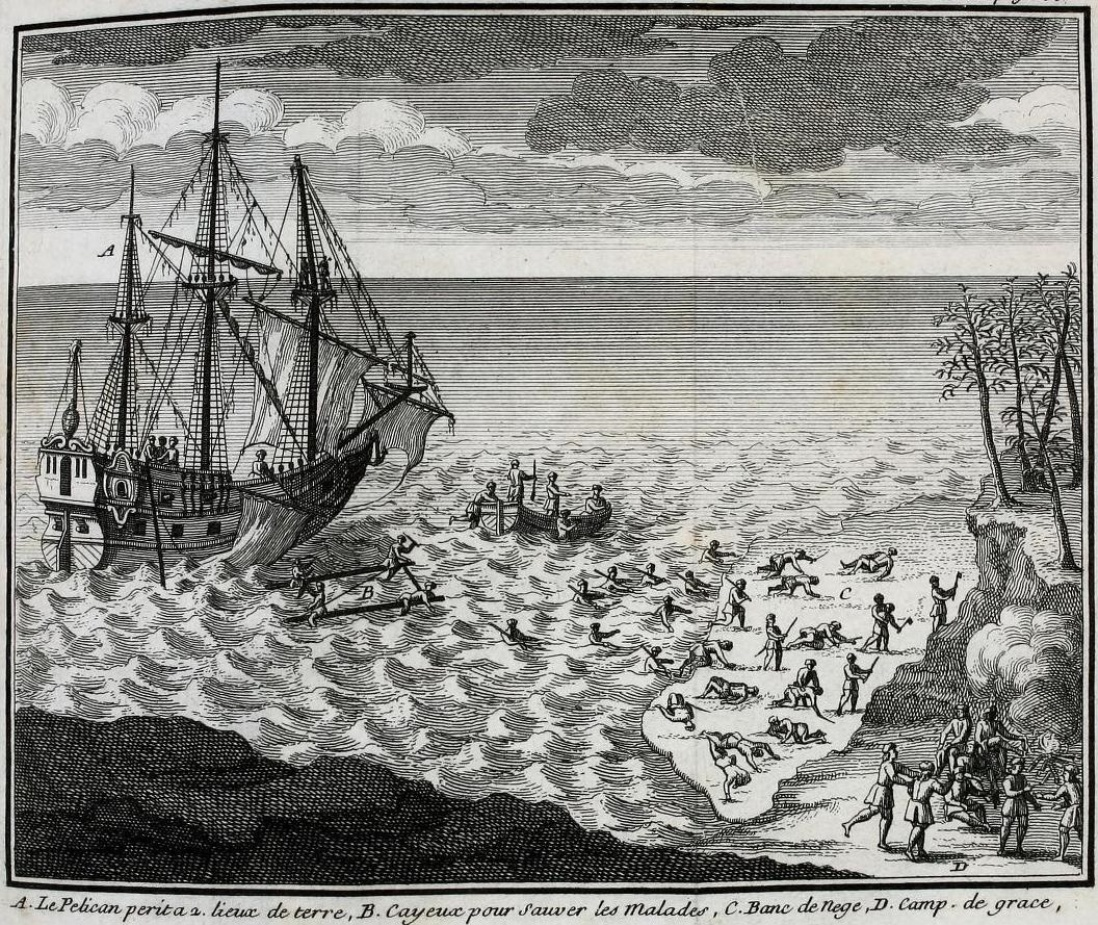
Le naufrage du Pélican et le sauvetage de son équipage après le combat et la tempête.

## La chute de Fort Nelson (13 septembre)
Avant même l’arrivée des autres navires, d’Iberville construit un camp sommaire à deux lieues de Fort Nelson. Il est surnommé « Camp de Grâce » en raison de la situation très précaire des naufragés dont 18 meurent de froid malgré les feux rapidement allumés. Côté anglais, la garnison du fort (35 hommes, selon les Indiens de la région) se trouve renforcée par les marins de l’Hudson Bay qui ont survécu au naufrage de leur navire. Son capitaine, Nicholas Smithsend, homme d’autorité, fait tout pour relever le moral de la garnison. Celle-ci croit que d’Iberville a péri au cours du combat naval et que ses gens se battront en désespérés. « Il est vrai, avouera plus tard un naufragé, que sans la poudre que nous sauvâmes et qui fit vivre de quelques gibiers, nous eussions été contraints de brouter l’herbe jusqu’à l’arrivée de nos autres vaisseaux ».
L’attente, pourtant, ne dure guère. Les voiles françaises paraissent à l’horizon le 10 septembre. Pas toutes en meilleures état : le Palmier – qui est maintenant la plus grosse unité française avec ses 40 canons – a perdu son gouvernail dans la rivière danoise en touchant un banc de sable. Le Moyne de Sérigny, son commandant, l’a équipé avec des avirons et des boute-hors pour qu’il puisse suivre le Wesph et le Profond qui lui servent d’escorteurs. Pour d’Iberville, c’est le soulagement. A travers les marécages, la petite troupe marche aussitôt vers le fort. Dans un bois taillis, à 200 mètres du fort, le chevalier de Ligondès installe un camp et une plate forme pour mortier, dont la garnison ne décèle l’existence qu’au bruit des coups de maillet sur les clous. Les Anglais ouvrent aussitôt le feu au jugé, mais sans effet. Du Profond on tire le ravitaillement et le matériel de siège. Le mortier est débarqué en chaloupe puis mis en batterie. Le lieu est nommé « Camp de Bourbon ».
Le bombardement commence, puis selon l’usage, une pause est organisée et on fait sommation au gouverneur Henry Bayley de se rendre. Mais celui-ci répond négativement : « plutôt périr dans les cendres de la place que de me faire couper le col », dit-il à Sérigny. Le feu s’intensifie. Fauconneaux et canons chargés à mitraille entrent en jeu contre les tireurs canadiens. Bayley anime ses hommes en leur promettant double solde et une prime de 40 £ aux veuves de tous ceux qui viendraient à être tués. D’Iberville envoie réclamer, par son cousin de Martigny, la libération de deux Français et deux Iroquois faits prisonniers l’année précédente. Bayley refuse.
Les bombes françaises tombent maintenant dans le fort et les Canadiens, pour impressionner leurs adversaires, poussent à la mode indienne de terribles cris de guerre qu’ils appellent Sassakués. Une dernière fois, Sérigny somme le gouverneur de capituler ; l’assaut général va être donné. « Le désespoir où nous eussions été de vivre comme des bêtes dans les bois écrira un membre de l’expédition, nous eût obligés de pousser les choses à l’extrémité. Nous eussions environné le fort et, la nuit, à force de haches d’armes, nous eussions sapé leurs palissades et leurs bastions, et ils pouvoient s’attendre que, les forçant l’épée à la main, il n’y auroit point eu de salut pour eux » .
Cette fois, Bayley prend peur. Avec la déroute des trois vaisseaux qui apportaient renforts et vivres il n’a aucun espoir de s’en sortir. La pression psychologique fait aussi son effet : les cris de guerre à l’indienne ne laisse-t-il pas entendre qu’il peut aussi perdre son scalp ? Il envoie un parlementaire, un ministre écossais du nom de Morisson qui tente de négocier en latin… Un autre administrateur de la compagnie, Henry Kelsey entre en jeu. Bayley voudrait emporter ses deux mortiers, quatre canons et le stock de peaux de castors de la compagnie. Il obtient seulement de sortir avec les honneurs de la guerre, tambour battant, balles en bouche, mèches allumées, enseigne au vent. Le siège n’a duré que trois jours. Le 13 septembre, deux officiers français, Le Moyne de Martigny et Dugué de Boisbriand, assistés de Sérigny (qui tentait de réparer le Palmier près du fort), prennent la garde montante dans « la dernière place de l’Amérique septentrionale ».
Le Palmier, trop endommagé, est tiré dans une rivière voisine où il va passer l’hiver en attendant la livraison d’un gouvernail de rechange. La saison est très avancée aussi d’Iberville prend rapidement le chemin du retour. Il entasse les matelots survivants du Pélican et les prisonniers anglais (de l’Hudson Bay et du fort) dans le Profond et appareille pour la France le 24 septembre avec le Wesph. Le Dering, seul rescapé anglais de l’expédition, rentre lui aussi en Europe avec 9 blessés à bord. Son capitaine, Michael Grimington, doit rendre des comptes. Le conseil, après son audition, juge que sa croisière n’a pas été « aussi fructueuse qu’on l’eût souhaité », mais conclut qu’il a « fait de son mieux en toutes circonstances ». La guerre, de toute façon, touche à sa fin. Le traité de paix, signé alors que les évènements ne sont pas connus en Europe, rend le poste aux Anglais. En échange, ces derniers doivent céder ceux de la baie James à la France. La nouvelle de la victoire française change tout : les Anglais gardent la baie James alors que le Fort Nelson, rebaptisé Fort Bourbon, va rester français jusqu’en 1713.

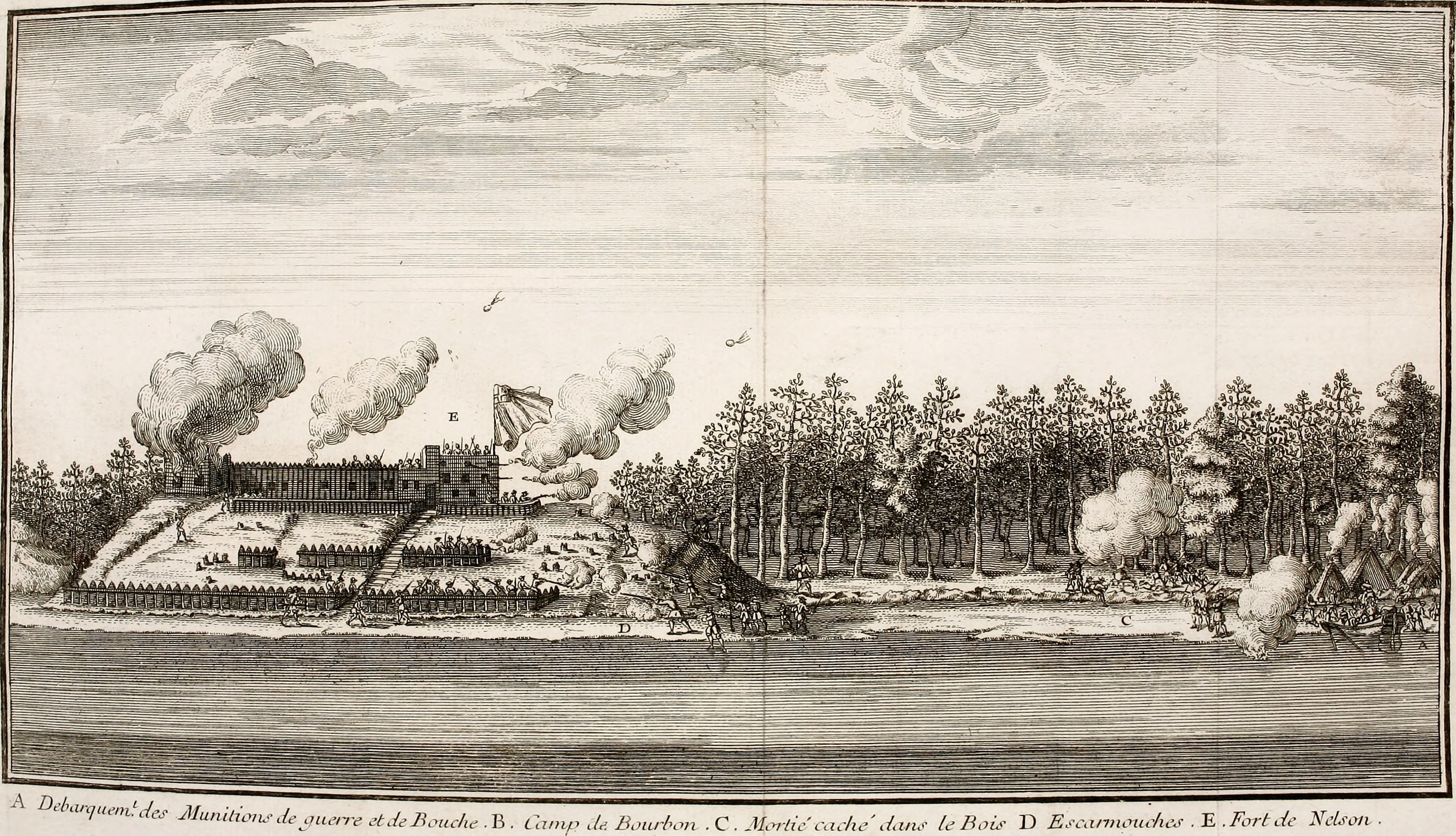
Fort Nelson assiégé et bombardé par les Français pendant trois jours après l'arrivée des autres navires de d’Iberville.
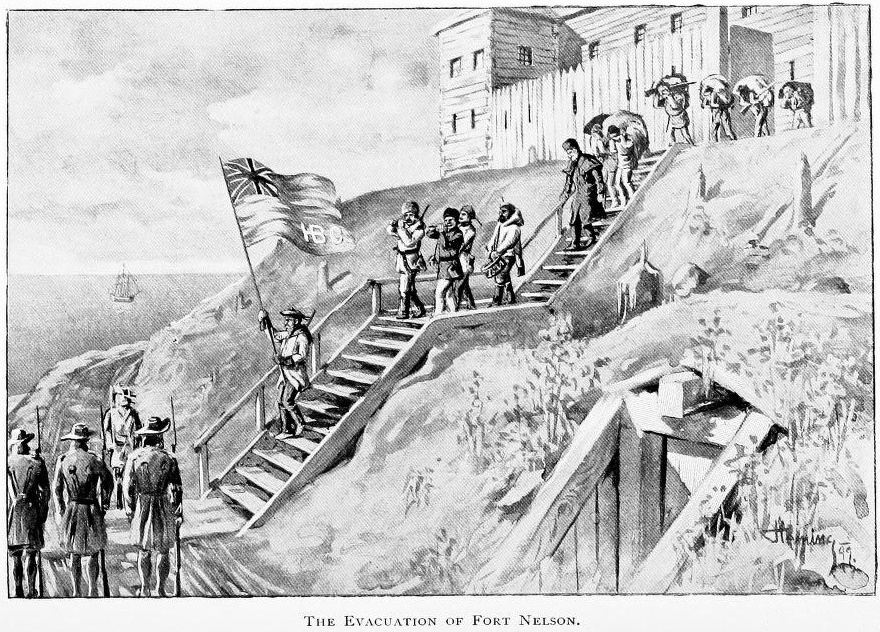
La garnison anglaise d’Henry Bayley évacuant le fort avec les honneurs de la guerre le 13 septembre 1697.
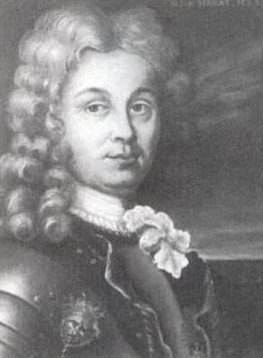
Joseph Le Moyne de Sérigny, frère du vainqueur, prend la garde du fort - rebaptisé Fort Bourbon - après la défaite anglaise.

## Sources et bibliographie
: document utilisé comme source pour la rédaction de cet article.

### Ouvrages anciens
- Claude-Charles Bacqueville de la Potherie, Histoire de l’Amérique septentrionale, tome 1, Paris, 1722, 370 p. (lire en ligne).
- (en) Willson Beckles, The Great Company : Being a History of the Honourable Company of Merchants-Adventurers Trading into Hudson's Bay, New York, Dodd, Mead & Compagny, 1900, 541 p. (lire en ligne)
- Pierre-François-Xavier De Charlevoix, Histoire et description générale de la Nouvelle-France, t. 2, Paris, 1744, 582 p. (lire en ligne).
- Joseph Marmette, Les Machabées de la Nouvelle-France : histoire d’une famille canadienne, 1641-1748, Québec, Léger Brousseau, 1878, 180 p. (lire en ligne).

### Ouvrages contemporains
- (en) Mary Beacock Fryer, Battlefields of Canada, Toronto, Dundurn Press, 1986
- Lucien Bély (dir.), Dictionnaire Louis XIV, Paris, éditions Robert Laffont, coll. « Bouquins », 2015, 1405 p. (ISBN 978-2-221-12482-6).
- Jean-Claude Castex, Dictionnaire des batailles navales franco-anglaises, Québec, Presses de l'Université Laval, 2004, 418 p. (ISBN 978-2-7637-8061-0, présentation en ligne).
- Dictionnaire biographique du Canada, articles Bayley Henry, Fletcher John, Kelsey Henry, Le Moyne d’Iberville Pierre, Le Moyne de Serigny et de Loire Joseph, Le Moyne de Martigny Jean-Baptiste, Grimington Michael, Smithsend Nicholas.
- (en) W.J. Eccles, France in America, New York, Harper & Row, Publishers, 1972 (présentation en ligne)
- Jean Meyer et Martine Acerra, Histoire de la marine française : des origines à nos jours, Rennes, Ouest-France, 1994, 427 p. [détail de l’édition] (ISBN 2-7373-1129-2, BNF 35734655)
- Guy Le Moing, Les 600 plus grandes batailles navales de l'Histoire, Rennes, Marines Éditions, mai 2011, 620 p. (ISBN 978-2-35743-077-8)
- Rémi Monaque, Une histoire de la marine de guerre française, Paris, éditions Perrin, 2016, 526 p. (ISBN 978-2-262-03715-4).
- Charles La Roncière, Une épopée canadienne, Paris, La Renaissance du livre, coll. « La Grande Légende de la mer », 1930, 255 p..
- Charles La Roncière, Histoire de la Marine française : La crépuscule du Grand règne, l’apogée de la Guerre de Course, t. 6, Paris, Plon, 1932, 674 p. (lire en ligne).
- Étienne Taillemite, Dictionnaire des marins français, Paris, éditions Tallandier, 2002, 573 p. (ISBN 2-84734-008-4).
- Michel Vergé-Franceschi (dir.), Dictionnaire d'Histoire maritime, Paris, éditions Robert Laffont, coll. « Bouquins », 2002, 1508 p. (ISBN 2-221-08751-8 et 2-221-09744-0). Nouvelle édition revue et augmentée